# Costantino Galli
Costantino Galli, né au XIXe siècle à Faenza et mort dans la même ville, est un architecte néo-classique italien du XIXe siècle actif principalement à Faenza.

## Biographie
Costantino Galli est né au XIXe siècle à Faenza. Il a été élève de Pietro Tomba et est devenu architecte. Il conçoit notamment entre 1858 et 1859 la nouvelle façade de l'Église de San Girolamo all'Osservanza (it), qui a été complètement transformée avec le couvent adjacent. Il ajoute entre autres un pronaos inséré dans un hémicycle à colonnades. Il a aussi conçu l'élégant Palazzo Cattani de Faenza. À l'époque, il était l'un des derniers représentants à Faenza des constructeurs du Tessin, d'où il était originaire. La Casa Gardi a été construite suivant l'un de ses plans de 1852. À Faenza, la Rotonda Rossi (à l'arrière du Palazzo Rossi, détruit en 1944 par les raids aériens), l'immeuble au coin des rues Severoli et Zanelli ainsi que le grand portique du cimetière sont construits d'après ses plans. L'église San Francesco de Castel Bolognese, construit au XVIIe siècle par Francesco Fontana et qui avait été endommagé au XIXe siècle, a été reconstruit par Galli entre 1860 et 1861.